# Стрижівська культура

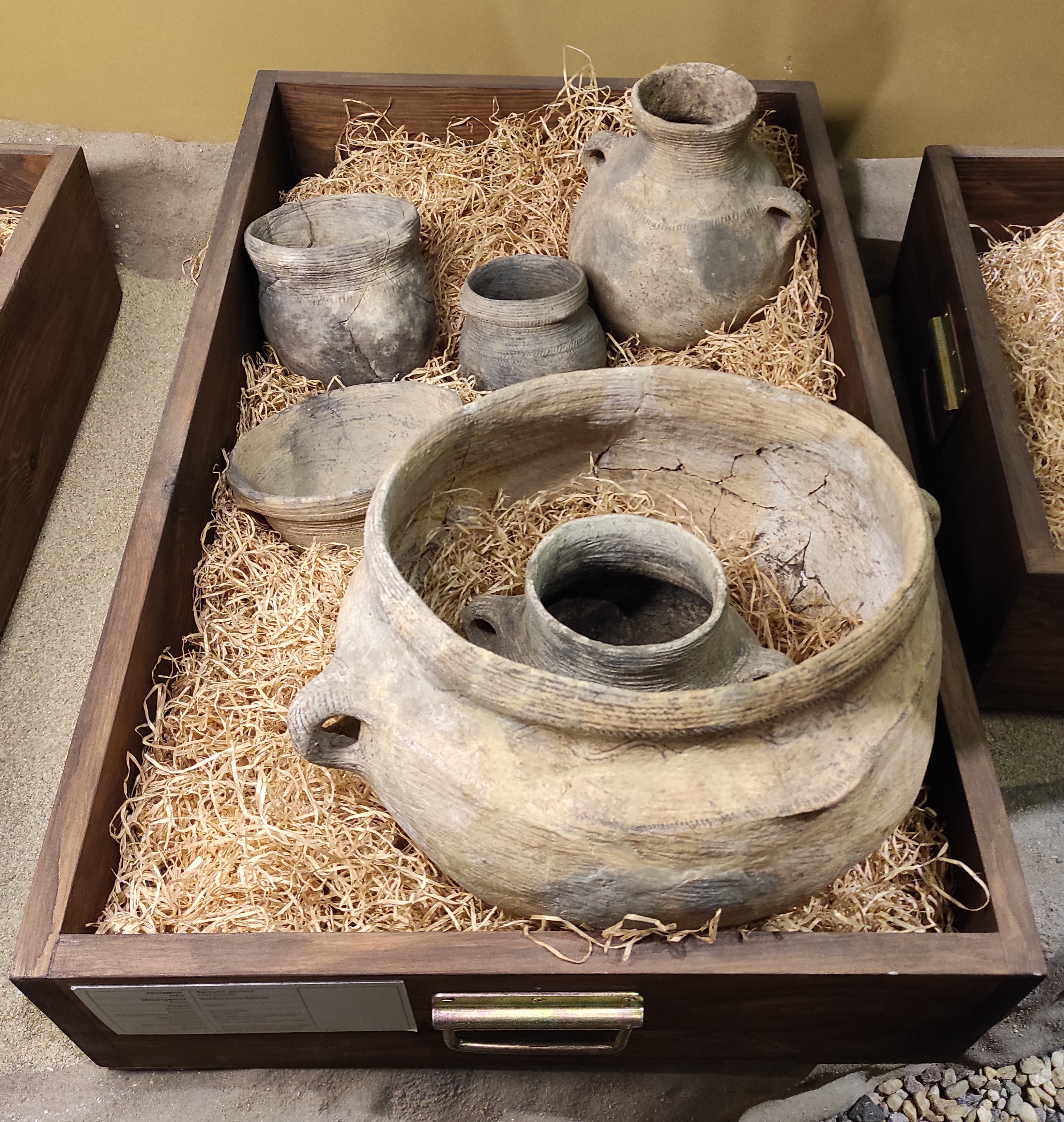
Глиняний посуд Стрижівської культури на археологічній експозиції в Люблінському національному музеї

Стрижівська культура — одна з культур шнурової кераміки бронзової доби. Названа від села Стрижів Грубешівського повіту, Холмщина), поширена на Західній Волині й Холмщині.
Зайняття населення: хліборобство, скотарство, мисливство, рибальство; житла напівземлянкового типу, здебільше овальної форми; поховання в ямах і могилах.
Вироби з каменю (серед іншого й кам'яного знаряддя), рогу, кісток і бронзи (прикраси, бойові сокири); кераміка, декорована відтисками шнурів на верхній частині посуду.

## Пам'ятки культури
- у Люблінському воєводстві: Краснистав, Рациборовице, Віроковице, Стрижів, Городок, Надоужний, Зосин,
- у Волинській області: Зимне, Вільхове, Валентинів, Торчин, Семаки, Великий Боратин, Ставок,
- у Рівненській області: Муравиця, Озліїв, Липа, Жорнів, Пересопниця, Стеблівка, Городок, Зозів-2, Великий Олексин, Забороль, Здовбиця.[2]